# Heinz Kraschutzki
Heinz Kraschutzki (*1891 - 1982) foi um pacifista e antifascista alemão.
A história da persecução e detenção de Kraschutzki teve lugar na época da guerra civil espanhola (1936-39), quando as relações entre a "Falange" e simpatizantes nacionalsocialistas se intensificaram. Kraschutzki era redator chefe da revista Das Andere Deutschland ("A outra Alemanha"), desde onde desvelou documentos secretos referentes aos nazistas e ao rearmamento secreto de seu país. Seu livro Memóries a les presons de la guerra civil a Mallorca (Miquel Font editor, 2004, traduzido ao catalão) apresenta passagens relevantes para a historiografia espanhola antes da segunda guerra mundial. Perseguido pela Gestapo e desnacionalizado, Kraschutzki teve que fugir da Alemanha. Refugiou-se em Cala Ratjada (Mallorca), onde se encontrou com sua família e criou uma empresa relativamente próspera de "espardenyes de ráfia". Ali, porém, foi, segundo o historiador espanhol Miquel Durán, o cónsul Dede, colaborador dos nazistas, quem seguiu todo o processo contra Kraschutzki.
Kraschutzki conheceu a prisão de Can Mir e a prisão de Bellver; foi ali onde conviveu com prisioneiros republicanos. "O paradoxo de seu caso é que se tivesse sido excarcelado e extraditado a seu país seguramente tivesse sido assassinado pelos nazistas." O fato de ser um preso do Francisco Franco, ainda que denunciado por um alemão, "salvou-lhe provavelmente a vida". Germá García Poned (tradutor das memórias de Kraschutzki) assinala a existência do livro Spione und Verschwörer in Spanien ("Espiões e conspiradores na Espanha") de Franz Spielhagen. Aqui se nomeia ainda tal barão Von Behr, um alemão que depois do Levantamento Nacional teve em Palma funciones “oficiais”, colaborou estreitamente com o Conde Rossi e perseguiu ao pacifista alemão. O mais curioso do caso Kraschutzki é do que se chegou a publicar a notícia de seu fuzilamento, ainda que depois se soube que a diplomacia Inglesa interveio. Os membros ingleses do WRI (Movimento Internacional dos Opositores à Guerra) solicitaram que este fique ao amparo do Governo Britânico. Em lugar de ser condenado a morte, se lhe castigou a 30 anos de prisão. Ponde disse a esse respeito: "O governo Franquista assegura às autoridades alemãs que não o liberarão nunca."

## Obras
Memòries a les presons de la Guerra Civil a Mallorca. Ed. Miquel Font., Palma de Mallorca, 2004. ISBN 9788479670894